# 青木理 (三重県知事)
青木 理（あおき まさる、1902年〈明治35年〉8月9日 - 1967年〈昭和42年〉1月25日）は、大正末から昭和期の実業家、政治家。初代三重県公選知事（2期）。

## 経歴
三重県一志郡久居町西鷹跡町（久居市を経て現津市）で生まれた。1923年（大正12年）東京帝国大学法学部を卒業。理研特殊鋼総務部長、日本兵器車両取締役などを経て、1942年（昭和17年）拓務大臣・井野碩哉秘書官となる。翌年実業界に戻り、日本蚕糸近畿中国支社長などを歴任した。

### 1947年三重県知事選挙
戦後の1947年（昭和22年）の第1回三重県知事選挙に立候補して、官選知事の佐伯敏男や共産党の候補ら4人を破って当選し、初代公選知事となった。
※当日有権者数：-人 最終投票率：-%（前回比：-pts）
| 候補者名   | 年齢 | 所属党派   | 新旧別 | 得票数    | 得票率 | 推薦・支持 |
| ---------- | ---- | ---------- | ------ | --------- | ------ | ---------- |
| 青木理     | -    | 無所属     | -      | 271,387票 | 51.1%  | -          |
| 佐伯敏男   | -    | 無所属     | -      | 225,279票 | 42.5%  | -          |
| 中川剛毅   | -    | 無所属     | -      | 17,222票  | 3.2%   | -          |
| 梶田茂穂   | -    | 日本共産党 | -      | 11,320票  | 2.1%   | -          |
| 高山庄五郎 | -    | 無所属     | -      | 5,444票   | 1.0%   | -          |

同年4月16日に就任した。1951年（昭和26年）にも再選。同年11月には昭和天皇の三重県巡行があり、随行役を務めた（昭和天皇の戦後巡幸）。
1955年（昭和30年）の知事選では自由党と日本民主党の支援を受けたが、左右社会党の支援を受けた農林省課長の田中覚に敗れた。同年3月18日に退任した。
1958年（昭和33年）5月の第28回衆議院議員総選挙で三重1区から自由民主党公認で立候補したが落選した。1967年没。